# Риссведс, Йенни
Йе́нни Кла́ра Кристи́на Ри́ссведс (швед. Jenny Klara Kristina Rissveds; род. 6 июня 1994, Фалун) — шведская велогонщица, олимпийская чемпионка 2016 года в маунтинбайке.

## Биография
В 2012 году выиграла чемпионат Европы в юниорском зачёте. С того же года принимает участие в чемпионате мира и Кубке мира по маунтинбайку. В 2014 заняла второе место в зачёте элиминатор Кубка мира. В следующем году на чемпионате мира стала третьей в зачёте до 23 лет. В том же году на Европейских играх стала восьмой. В 2016 во взрослом зачёте Кубка мира стала четвёртой и выиграла чемпионат мира в молодёжном зачёте. На Олимпийских играх в Рио-де-Жанейро принесла Швеции первое в истории женское золото в велоспорте.